# Megleno gorovje
Hithaeglir ali Megleno gorovje v zahodščini je dolga gorska veriga v Srednjem svetu, ki se vije vse od Angmarja na severu do Gondorja na jugu.
V Meglenem gorovju je nekje v sredini verige veličastno škratovsko mesto Khazad-dûm.